# Hymenodria mediodentatat
Hymenodria mediodentatat là một loài bướm đêm trong họ Geometridae.